# Virgilio Mattoni
Virgilio Mattoni de la Fuente – hiszpański malarz portrecista, malował również dzieła o tematyce religijnej i historycznej.
Jego dominujący akademicki styl skłaniał się czasem ku modernizmowi.
Studiował w Akademii Sztuk Pięknych w Sewillii, jego nauczycielami byli Eduardo Cano i Joaquín Domínguez Bécquer. W 1872 wyjechał do Rzymu, gdzie studiował w Akademii Chigi i poznał José Villegasa, José Jiméneza Aranda i Marià Fortuny. Fortuny wprowadził Mattoniego do tematyki orientalnej (El vendedor de tapices, Moro en un zoco, Mercader árabe) i historycznej.
W 1874 wrócił do Sewilli, w tym samym roku otrzymał II medal na Krajowej Wystawie Sztuk Pięknych w Madrycie za dzieło Las termas de Caracalla. W 1887 na tej samej wystawie otrzymał II medal za Las postrimerías de Fernando III, el Santo.
Od 1914 aż do śmierci wykładał w Akademii Sztuk Pięknych w Sewilli.